# Inlandsbanefestivalen
Inlandsbanefestivalen är en ambulerande musikfestival och kulturfestival som arrangeras på orter huvudsakligen längs Inlandsbanan. Inlandsbanefestivalen har funnits sedan 2007. Ofta åker artisterna med rälsbuss mellan konserterna. 
Vanligtvis så är det några huvudartister som medverkar på flera spelningar medan andra artister, ofta lokala, endast medverkar på enstaka orter.

## Artister som medverkat genom åren

### 2007
Turnerande: Glesbygdń, Johan Piribauer & Gruvtolvan, Dag Swanö, Göran Norman, Ockeds, Deadly Nightshade, Kabina Karlsson, Henke Baer & Friends, Patrik Ömalm
Lokala: Kapten Kid & det oändliga sommarlovet, Domino, Jens Gustavsson, Jörgen Wikström, Hirseet,  

### 2008
Turnerande: Martin C Herberg(DE) , Nanna Walderhaug, Dag & Jag,  Johan Piribauer, Gabriel Liljenström, Maud Rombe, Peter Poet
Lokala: Anders Hedén, Mikael Rahm, Grimtjuk, Carina Bergström, Ockeds, Patrik Ömalm, Lars Ronalds med Sven-Bertil, Musikskolan Allstars

### 2009
Turnerande: Villrot (NO), Skúli Þórðarson (IS), Jensina Olsen (FO), 8-ball Aitken (AUS), Johan Piribauer band, Dag & Jag, Hanna Gustavsson
Lokala: Cujo the cat, Shadow of the room, Gonzo, Görda & Big Nick, Kendy Larsson, Jakob Hermansson, Daniel & Petter, Ockeds, Sorsele Spelmän, Sorsele Poesisällskap, Mylta, Painters, Pontus Forsberg, Slumbuken & Prince Ramzele, Zåkel och Konsistens  

### 2010
Ingen Inlandsbanefestival

### 2011
Turnerande: Martin C Herberg (DE), Dave Grant (UK), Dick Lundberg, Johan Piribauer, Sara Thuresson, Emma Hedberg, Linn Ulwebäck, Jonas Strandgård, Ronald Vikström, Oljudet
Lokala: Hank & Oleg, Görda, Prinsen, Johan Loxell, Sorsele Spelmän, Sorsele Poesisällskap, Grimtjuk, Hot Stuff, Adam Linder, Patrik Ömalm & the original sins, Andreas Leek, Viggo, Whiplash, Domino,Ockeds

### 2012
Turnerande: Jan Hammarlund , Adam Faye (SEN), Marielle Marklund, Elise Ling, Johan Piribauer, Andreas Norberg, Jonas Strandgård, Maud Rombe
Lokala: Grimtjuk, Sorsele Spelmän, Sorsele Poesisällskap, Mylta, Viggo, Ronald Vikström, Keith Sivenbring

### 2013
Turnerande: Liv Kreken (NO), Johan Piribauer & Gruvtolvan, Dag & Jag, Vinterhjärta, Musikakademin, Emma Hedman, 
Lokala: Jens Gustavsson, Ulf Domenique, Grimtjuk, Mylta, Sorsele Spelmän, Sorsele Poesisällskap

### 2014
Turnerande: Staffan Hellstrand, Susanne Alfvengren, David Tallroth, Dark Side Cowboys, Johan Piribauer, Pär Ulander, Adam Nordin (NO), Josimah Musisi (UG) Mullin Mallin & Svensk Peppar, Simantus, EMP
Lokala: Gonza-Ra, Katarina Barruk, Saga Stenman, Clara Sandberg, Jonas Tollofsén, Jonna Karlsson och Alva Lundgren, Bandet Lurco, Ducks can Groove, Table of Nations, Grimtjuk, Sorsele Spelmän, Sorsele Poesisällskap, Ben & Rebecka, Sånggruppen Glimt med Veronika Westerlund, Ingela Lindberg, Maria Hahlin,

### 2015
Turnerande: Martin C Herberg (DE), Kristian Anttila, Cajsa Siik, Dark Side Cowboys, Johan Piribauer, Magda Andersson, Linn Ulwebäck, EMP-eldshow
Lokala: Emma Fred, Clara Sandberg, Julia & Emma, Lurco, Jonna & Alva, Sorsele Spelmän, Grimtjuk, Sorsele Poesisällskap, Tilde Johansson, Team Sorselekören, Mylta, Elever från Jokkmokks Kulturskola

### 2016
Turnerande:  Trio me' Bumba, Monica Törnell, Eddie Wheeler, RASK, Johan Piribauer, Dark Side Cowboys, Magda Andersson, Strongheart, Tomas Ponga, EMP-eldshow
Lokala: Carolina Miskovsky, Harmonize, Emanuel Linder, Sarah Elvira Kuhmunen, Grimtjuk, Sorsele Poesisällskap, Sorsele Spelmän, Minna P Rombe, Aron o co, Emma,Melinda&Julia, Hanna, Isabelle, Linnea 

### 2017
Turnerande: Py Bäckman, Janne Bark, Kristian Anttila, Johan Piribauer, Erika & Sofia, Unpretty Dance Crew, Running Cooper, Stefan Ström, Hans Erik Jansson, Rebecca Perneholm, Jens Gustavsson, Aeropyornis
Lokala: Leo & Anna,  Alma Linke Nilsen, Bottleneck John, Dark Side Cowboys, Harmonize, Take 5, Linda Chen, Joshua Stenmark, Grimtjuk, Sorsele Poesisällskap, Emma Maximova med KSP, Clara Sandberg, Milad, Habib, Najaf, Hanna, Isabelle, Linnea, Ullsjöbergare

### 2018
Turnerande: Carl-Erik Thörn, Adorena Thörn, Kalle Åmark, Kristian Anttila, Mi von Ahn, Ellinor Stenlund&Peter Stenlund, Johan Piribauer, Eddie Wheeler, Glenn Udéhn, Frida Selander, Linn Ulwebäck, Rebecca Perneholm, Hans-Erik Jansson, Faughter, Aeropyornis 
Lokala: Bottleneck John, Fanny Lundmark, Jens Gustavsson, Marie Nordman, Linda Chen & Zamira Hagadal, Adam von Mentzer, Simon Lundmark, Jonna Åström&Nils Åström, Ran Svanlund, Hästskoteatern, Sorsele Poesisällskap, Sorsele Spelmän, Grimtjuk

### 2019
Turnerande: Staffan Hellstrand, Trio mé Bumba, Ronny Eriksson & Leo Holmberg, Tove Böygard (NO), Ellinor Stenlund & Peter Stenlund, Johan Piribauer, Erika & Sofia, Justin Her, Faughter, Ida Graae, Peppkollo
Lokala: Helen Tanzborn, Thomas Parr,  Män från Norr, Jätten, Rebecca Perneholm, Linda Chen, Sorsele Spelmän, Sorsele Poesisällskap, Grimtjuk, Mylta, Marie Nordman, Nyckelgyckel, Gospelkören,  Kristallerna & Solstrålarna

### 2020
Turnerande: Kristian Anttila, Duo Stefan Ström & Gabriella, Johan Piribauer, Faughter, Maria Larsson, Aeropyornis
Lokala: Nyckelgyckel   (begränsat antal konserter & artister på grund av pandemin)

### 2021
Turnerande: Kristian Anttila, Johan Airijoki, Pia-Maria Nutti Holmgren, Johan Piribauer & Gruvtolvan, Dag Swanö, Matilda Landgren, Decorate the sky, Faughter
Lokala: Ellinor Stenlund&Peter Stenlund, Big Katz, L.O.G.O, Zamira Hagadal, Ran Svanlund

### 2022
Turnerande: Monica Törnell, Trio mé Bumba, Vera Vinter, Carl-Erik Thörn, Adorena Thörn, Anders Lindqvist, Johan Piribauer & Gruvtolvan, Mullin Mallin band, Pia-Maria Nutti Holmgren, Ellinor Stenlund & Peter Stenlund, Sagi Twins, Dag Swanö, Acoped
Lokala: Matti Norlin, Bottleneck John, Erik Runeson, Ingbritt Swanö, Ella & Jonas Glad, Jörgen Sundström, Mylta, Gällivare Kulturskolas sommarorkester  

### 2023
Turnerande: Martin C Herberg (DE), Monica Törnell & Rune Bertilsson, Trio me' Bumba, Jógvan Andrias (FO), Ellinor Stenlund & Peter Stenlund, Trond Nilsen (NO), Johan Piribauer, Lisa Lidehäll& Mattias Lidehäll, Sagi Twins, Nadja Itäsaari, Hondjävul unplugged, Dag Swanö
Lokala: Running Cooper, Charlie Landgren, Bella Boväng, Pernilla & Kenny, Sorsele Spelmän, Sorsele Poesisällskap